# روی صحنه
«روی صحنه» (به انگلیسی: On the Floor) نام اولین تک‌آهنگ منتشر شده از هفتمین آلبوم استودیویی جنیفر لوپز با نام عشق؟ است که در ۸ فوریه ۲۰۱۱ توسط آیلند رکوردز منتشر شد. در این ترانه پیت‌بول، رپر آمریکایی نیز حضور دارد. این ترانه را کیندا حمید، آل جونییر، تدی سکای، بیلال حجی و لاس کیجکاس سروده‌اند و تهیه‌کنندگی آن را کوک هارل و رد. وان برعهده داشته‌اند. این ترانه در سبک موسیقی رقص الکترونیک همراه با کسر میزان و تمپوی ۱۳۰ ضربی در دقیقه است. «روی صحنه» همچنین دارای سبک‌هایی از دنس پاپ، الکتروپاپ، الکتروهاوس، تکنو و یورودنس است. لوپز نسخه اسپانیایی این ترانه را با نام «ون آ بیلیر» (به اسپانیایی:Ven a Bailar و به فارسی: برای رقص بیا) منتشر کرد.
پیشرفت لوپز وی را تحریک کرد که کار خود را به عنوان یک رقصنده حرفه‌ای شروع کند. درون‌مایه ترانه «روی صحنه» به آهنگ «لیرونادو سو فو» اثر کوما در سال ۱۹۸۲ برمی‌گردد که توسط گنزالو و آلیسس هرموسا سروده شده‌است. لوپز «روی صحنه» را تکامل موسیقی کلاسیک خود و چیزی که بسیار روان صداگذاری شده‌است، توصیف می‌کند. آغاز کار و انتشار «روی صحنه» باعث انتصاب لوپز به عنوان یکی از داوران فصل۱۰ یکی از برنامه‌های تلویزیونی آمریکا به نام امریکن آیدل شد. امریکن آیدل همچنین سکوی پرتاب نماهنگ ترانه شد؛ و نیز جایی که لوپز برای اولین بار این ترانه را اجرا کرد.
به‌طور کلی این ترانه نقدهای مثبتی دریافت کرد. «روی صحنه» در جدول‌های ۱۰۰ آهنگ داغ بیلبورد، ۱۰۰ آهنگ داغ کانادا، جدول تک‌آهنگ‌های ایتالیا، چارت موسیقی سوئیس و او۳ تاپ ۴۰ اتریش به رتبه ۱ رسید که به همین علت توسط لس‌آنجلس تایمز و بی‌بی‌سی آنلاین با ترانه‌های قبلی لوپز مانند اگر تو عشق من باشی و در انتظار امشب مقایسه شده‌است. فروش ترانه نیز با موفقیت همراه بود به‌طوری‌که در آمریکا از سوی انجمن صنعت ضبط آمریکا بیش از ۳ میلیون نسخه کپی‌برداری شد و به فروش رسید. «روی صحنه» همچنین در جدول‌های پایان سال کشورهای استرالیا، فنلاند، سوییس، آلمان و اسپانیا در رتبه ۱ قرار داشت.
تهیه‌کنندگی موزیک ویدئوی ترانه برعهدهٔ تی‌ای‌جی ستنسبری بود و طرح رقص و بالب آن را فرانک جستون برعهده داشت. بعد از اتمام کار، این نماهنگ در وبگاه ویوو بارگذاری شد و در امریکن آیدل و لس‌آنجلس به تصویر کشیده شد. این نماهنگ توانایی جنیفر لوپز را در رقصیدن به خوبی نشان می‌دهد. در ژانویه ۲۰۱۱ در یوتیوب بارگذاری شد و ۷۶۰ میلیون بار نمایش داده شد.

## تولید
در مصاحبه‌ای با رد. وان از شبکه ام‌تی‌وی، از او پرسیده شد که کار با جنیفر لوپز چگونه بود؟ وی پاسخ داد: بگذارید توضیح دهم: کار با لوپز به گونه‌ای است که یا باید در کار خود حرفه‌ای و بزرگ باشی یا اگر نیستی نمی‌توانی با وی کار کنی و بهتر است به خانه برگردی. او همچنین گفت: ساختن ترانه‌ای با صدای لوپز نیازمند یک رقص دو نفره است. در نتیجه وقتی ساخت ترانه دونفری «روی صحنه» مطرح شد، پیشنهاد شد که این ترانه با همکاری پیت‌بول، خواننده رپ آمریکایی، خوانده شود. رد. وان دربارهٔ ضبط این ترانه گفت: لوپز می‌تواند همراه با خواندن برقصد. من از این کار بسیار شگفت زده شدم، و بسیار خوشحال شدم که با او کار کردم. او از هر لحاظ یک ستاره است؛ و برای من طبیعی بود که بدانم ما در حال چه کاری هستیم.
—ونا جنسلین، شبکه ام‌تی‌وی

هفتمین آلبوم استودیویی لوپز با نام عشق؟ در اواخر سال ۲۰۰۷ و اوایل ۲۰۰۸ بعد از انتشار آلبوم شجاع، شکل گرفت. در آن زمان جنیفر لوپز مشغول همکاری با اپیک رکوردز بود و ترانهٔ لابوتونیز را که توسط د- دریم و تریکی ستوارت سروده و تهیه شده‌است را به عنوان ترانهٔ آغازین این پروژه منتشر کرد. با این حال پس از انتشار آن ترانه، آن آهنگ در چارت‌های مختلف رادیویی به اندازه کافی به موفقیت نرسید، با وجود اینکه در چارت آهنگ‌های داغ رقص‌کلاب آمریکا در رتبه اول قرار داشت. بعد از انتشار آلبوم شجاع، لوپز همکاری خود را با اپیک رکوردز قطع کرد؛ زیرا قصد داشت که آلبوم عشق؟ را با برچسب یک شرکت جدید منتشر کند. او قبل از انتشار آن، لوپز خبر آن را در صفحه توییتر خود مطرح کرد. او در توییتر خود چنین نوشته‌است:
 من رد. وان را دیدم در حالی که بسیار در کارش عالی‌رتبه بود. ما در سال جدید، اتفاقی بزرگ را در «روی صحنه» رقم خواهیم زد.
 سپس در ۱۶ ژانویه ۲۰۱۱، این ترانه با تهیه‌کنندگی رد. وان و همکاری پیت‌بول با لوپز ساخته شد. «روی صحنه» اولین ترانهٔ این آلبوم است که پس از انتشارش در جدول‌های ترانه‌های رادیویی موفقیت چندانی نداشت اما در جدول‌هایی مانند ۱۰۰ آهنگ داغ بیلبورد و آهنگ‌های داغ رقص‌کلاب آمریکا در رتبه ۱ قرار گرفت.
به گزارش لس‌آنجلس تایمز، «روی صحنه» اولین بار در برنامه On Air with Ryan Seacrest ساخته رایان سیکرست، امریکن آیدل و سپس در ۶۸مین مراسم گلدن گلوب توسط لوپز و پیت‌بول در لس آنجلس اجرا شد. قبل از انتشار ترانه، چند ورژن از آن ساخته شد که ورژن نهایی آن ابتدا در وبگاه رسمی رایان سیکرست گذاشته شد و سپس به بازار ارائه شد.

جنیفر لوپز در مصاحبه‌ای با شبکه ام‌تی‌وی گفت:
این ترانه همان چیزی است که من می‌خواستم. این آهنگی است که اگر بشنوید ممکن نیست از آن بدتان بیاید. من از این ترانه خوشم می‌آید چون شبیه خودم است. من نمی‌خواستم کاری این چنین را در آلبوم اول یا دوم خود ارائه کنم، بلکه موقع درست انتشار این آهنگ امروز بود.

## ساختار و سبک
سبک ترانه «روی صحنه» رقص الکترونیک، الکتروهاوس و دنس پاپ است. این آهنگ بیشتر با سینث‌سایزر نواخته می‌شود به همین دلیل ریتم یورودنس و تکنو می‌گیرد. این آهنگ با ریتم هیپ هاپ پیت‌بول شروع می‌شود و سپس جنیفر لوپز شروع به خواندن می‌کند. تمپوی ترانه ۱۳۰ بیت در دقیقه است و محدوده آوازی جنیفر لوپز بین A♭3 و B♭4 است و در بخشی از ترانه که ریتمش ساده است در کلید E♭ مینور، B ماژور، F♯ ماژور و C♯ ماژور نوشته شده‌است.

## بازتاب‌ها
به‌طور کلی نقدهایی که این ترانه دریافت کرد مثبت بودند. مایکل وود از لس آنجلس تایمز «روی صحنه» را از برجسته‌ترین ترانه‌های آلبوم عشق؟ می‌داند. او همچنین گفته‌است: «روی صحنه» در جایگاه اول جدول ۱۰۰ آهنگ داغ بیلبورد قرار خواهد گرفت؛ اما قرار گرفتن ترانه در اول آلبوم ممکن بود از موفقیت‌اش بکاهد. جنیک کندی نیز از همان روزنامه دربارهٔ این ترانه گفته‌است: «روی صحنه» یک «محرک رقص لذت‌بخش» است که انسان را به رقص وادار می‌کند. این ترانه بسیار شبیه ترانه‌های قبلی لوپز مانند در انتظار امشب است. کندی در نقدی دیگر که دربارهٔ این آهنگ نوشته بود گفت: «روی صحنه» جاذبه‌ای دارد که حاصل کار خوب رد.وان است. سبک این ترانه مانند سبک ترانه‌های لیدی گاگا و پیت‌بول است. بعد از پخش ترانه از بخش موسیقی شرکت ای‌اوال، نادین چیوگ دربارهٔ آن گفت: جنیفر لوپز با خواندن این ترانه پایهٔ فعالیت هنری خود را مستحکم ساخته‌است.
«روی صحنه» نقدهایی منفی نیز دریافت کرد که تعداد آن‌ها نسبت به نقدهای مثبت کمتر بود. الکس مکفرسون از بی‌بی‌سی آنلاین در نقدی دربارهٔ این آهنگ نوشته‌است: انتشار «روی صحنه» از جنیفر لوپز قابل پیش‌بینی بود. این ترانه بی‌شباهت به ترانه‌های قبلی لوپز مانند در انتظار امشب نیست و سبکش با دیگر ترانه‌های آلبوم عشق؟ مانند پاپی قابل مقایسه است.

«روی صحنه» با ترانهٔ ساعت مهمانی از کت دلونا مقایسه و تطبیق داده شده‌است. دلونا گفته‌است: این باورنکردنی است که ترانهٔ هنرمند بزرگی مانند جنیفر لوپز را با سبک و صدای ترانهٔ من مقایسه کرده‌اند. او راه را برای تازه‌کارهایی چون من هموار کرده‌است. من عاشق لوپز هستم. دلونا در مصاحبه‌ای در شهر نیویورک گفت:
من این را قبلاً دیده بودم، جایی که هنرمندان نظرات متفاوتی دربارهٔ یکدیگر دارند و انگار پیشکسوتان بر تازه‌کاران سایه افکنده‌اند.
 لوپز در مصاحبه‌ای با امریکن دیسپایترا گفت: «واقعاً؟ چرا؟ من از آن بی‌خبر بودم.» لوپز اظهار داشت که تاکنون اصلاً دیدگاه دلونا را دربارهٔ این تک‌آهنگ نشنیده بوده‌است.

## جدول‌ها و میزان فروش

### آمریکای شمالی
«روی صحنه» در انتهای هفته انتشارش (۱۲ فوریه ۲۰۱۱) با رتبه ۸۶ به ۱۰۰ آهنگ داغ کانادا وارد شد. پس از چند هفته به رتبه ۱ جدول رسید. «روی صحنه» با قرار گرفتن در این جایگاه، رکورد برخی ترانه‌های قبلی لوپز مانند جنی از بلوک، اگر تو عشق من باشی و عشق به پشیزی نیرزد را شکست. در ایالات متحده، در جدول‌های ترانه‌های رقص‌کلاب آمریکا و ترانه‌های پاپ آمریکا به ترتیب در جایگاه ۲۶ و ۴۰ قرار گرفت و نهایتاً در هر دو جدول به رتبه ۱ رسید. «روی صحنه» نخست در جدول ۱۰۰ آهنگ داغ بیلبورد به رتبه ۹ و پس از چند هفته در رتبه ۱ قرار گرفت. جایگاه ترانه در جدول ۱۰۰ اثر برتر بیلبورد از ترانه‌هایی مانند کنترل خودم و تمام من که اثر مشترک لوپز و ال ال کول جی هستند بهتر بود. «روی صحنه» به رادیو اضافه و در یوتیوب نیز بارگذاری شد که بازتاب‌های خوبی نیز داشت. در هفته بعد از نمایش نماهنگ این ترانه در فصل۱۰ امریکن آیدل، ۱۷۰٬۰۰۰ نسخه از آهنگ کپی‌برداری شد و در جدول فروش‌ها رتبه ۳ تصاحب کرد. نسخه اسپانیایی ترانه با نام «بیا باهم برقصیم» در رادیو پخش شد و به رتبه ۲ در جدول ۱۰۰ آهنگ برتر لاتین رسید.

### اروپا و استرالیا
«روی صحنه» در جدول تک‌آهنگ‌های ملی در رتبه ۱۹ قرار گرفت. این ترانه در جدول تک‌آهنگ‌های سوئیس (۷ مارس ۲۰۱۴) ابتدا در جایگاه ۱۶ و سپس در جایگاه نخست قرار گرفت. دو هفته بعد (اواخر مارس) در رتبه ۲ قرار گرفت. «روی صحنه» در جدول‌های کشورهای بلژیک، فلاندر و والونی در جایگاه نخست قرار گرفت و چهار هفته در آن جایگاه باقی ماند؛ اما در شروع هفته پنجم رتبه این ترانه به جایگاه ۵ و سپس ۱۰ در جدول‌های کشورهای فوق تنزل پیدا کرد. همچنین از طرف فدراسیون موسیقی بلژیک از این ترانه ۱۵٬۰۰۰ نسخه کپی‌برداری شد و به فروش رسید. در فنلاند، «روی صحنه» در رتبه ۱ قرار گرفت. این سومین ترانهٔ لوپز بود که بعد از ترانه‌های اگر تو عشق من باشی و عشق به پشیزی نیرزد در فنلاند به رتبه ۱ رسید و ۱۲٬۰۰۰ نسخه کپی‌برداری شد و به فروش رسید. «روی صحنه» ابتدا به عنوان دومین ترانه پرفروش سال ۲۰۱۱ در فنلاند انتخاب شد و بعد در رتبه یک قرار گرفت.
«روی صحنه» در جدول کشورهای اسپانیا، آلمان و فرانسه به رتبه ۱ رسید و به ترتیب در هر کدام ۱۵، ۶ و ۱ هفته در آن جایگاه ماند. بعد از انتشار ترانه در اسپانیا، ۱۲۰٬۰۰۰ نسخه کپی‌برداری شد و به فروش رسید که باعث شد در این کشور گواهی‌نامه طلا را کسب کند. در آلمان، وضعیت فروش این ترانه بسیار بهتر بود به‌طوری‌که ۴۵۰٬۰۰۰ نسخه کپی‌برداری شد و فروش رفت. «روی صحنه» پس از ورود به ایتالیا و قرار گرفتن در جدول تک‌آهنگ‌های ایتالیا، رتبه ۴ را تصاحب کرد و پس از چهار هفته ماندن در آن جایگاه، به رتبه ۱ رسید. این ترانه چهارمین ترانهٔ لوپز است که پس از ترانه‌هایی مانند درستش کن در رتبه ۱ کشور ایتالیا قرار گرفت. فدراسیون صنعت موسیقی ایتالیا ۶۰٬۰۰۰ نسخه از ترانه را به فروش رساند و به همین دلیل این ترانه گواهی‌نامه پلاتین را در ایتالیا کسب کرد. فروش و رتبهٔ ترانه در سوید و سوییس نتایجی مشابه داشت به‌طوری‌که در هر دو کشور به رتبه ۱ رسید و به ترتیب سه و پنج هفته در آن جایگاه ماند. در سوید، ۶۰٬۰۰۰ و در سوییس ۴۰٬۰۰۰ نسخه به فروش رسید و گواهی‌نامه پلاتین را در هردو کشور کسب کرد. «روی صحنه» اولین ترانهٔ لوپز است که در سوید رتبه ۱ را کسب کرد و در سوییس دومین ترانه لوپز بود که جایگاه اول را تصاحب کرد.
در استرالیا، این ترانه ابتدا در رتبه ۱۰ جای گرفت. «روی صحنه» پس از ترانه‌های قبلی لوپز مانند اگر تو عشق من باشی و درستش کن، سومین ترانه‌ای بود که در جایگاه اول جدول این کشور قرار گرفت. این ترانه با فروش ۲۸۰٬۰۰۰ نسخه از سوی انجمن صنعت ضبط استرالیا، چهار گواهی‌نامه پلاتین دریافت کرد. در نیوزلند، ترانه در جایگاه ۲ قرار گرفت، به تعداد ۳۰٬۰۰۰ نسخه فروش رفت و دو گواهی‌نامه پلاتین دریافت کرد. «روی صحنه» در ایرلند، رتبه ۱۲ در جدول تک‌آهنگ‌های ایرلند کسب کرد اما در ۱۴ آوریل ۲۰۱۱ موفق به کسب جایگاه دوم شد. در بریتانیا، «روی صحنه» به لیست پخش تک‌آهنگ‌های بی‌بی‌سی رادیو ۱ اضافه و از آن پخش شد. در تاریخ ۳ آوریل ۲۰۱۱، این ترانه در جدول تک‌آهنگ‌های بریتانیا در جایگاه نخست قرار گرفت. همچنین «روی صحنه» سومین ترانهٔ لوپز است که در بریتانیا رتبه ۱ را کسب کرد. یک هفته پس از انتشار «روی صحنه» در بریتانیا، ۱۳۰٬۰۰۰ نسخه از آن فروش رفت. این ترانه در جدول تک‌آهنگ‌های آراندبی آمریکا به رتبه ۱ رسید و دو هفته در آن جایگاه ماند. در ماه مه ۲۰۱۲، از ترانه ۸۲۲٬۰۵۶ نسخه کپی‌برداری شد و به فروش رسید و به همین دلیل مقام پرفروش‌ترین ترانهٔ لوپز در بریتانیا را کسب کرد.

## نماهنگ

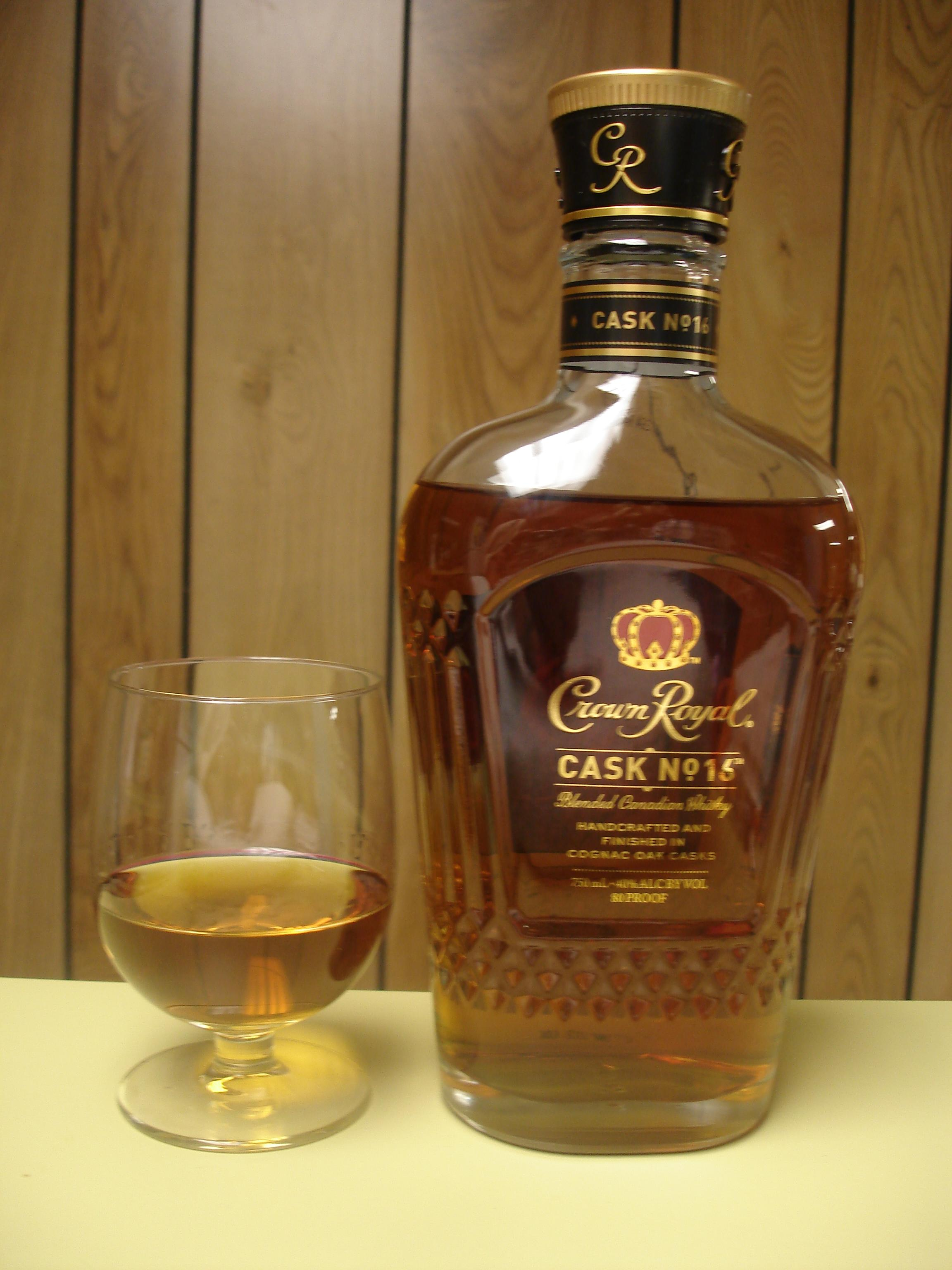
شراب کرول رویال ویسکی. این مارک ویسکی توسط رقصنده‌ها در نماهنگ مصرف شد.

### تولید و انتشار
نماهنگ ترانه در تاریخ ۲۲ و ۲۳ ژانویه ۲۰۱۱ توسط تی‌ای‌جی ستنسبری فیلم‌برداری شد و طرح رقص و بالب آن را فرانک جستون برعهده داشت. جنیفر لوپز در گفتگویی که با اخبار ام‌تی‌وی داشت دربارهٔ نماهنگ گفت که هزینه نماهنگ را به انجمن کودکان ایالات متحده داده‌است و از آن‌ها خواسته‌است برای شادی خودشان تمام شب را برقصند. او همچنین تمام این کار را برای داشتن اوقاتی خوب می‌داند و می‌گوید برای این کار باید آنقدر رقصید که خیس عرق شد. وی در آن گفتگو از محتوای نماهنگ سخنی نگفت اما نحوه رقصیدن افراد را توصیف کرد. همچنین فرانک جستون، طرح رقص و بالب ویدئو، گفت لوپز دو بار به انجمن کودکان در لس آنجلس پیام ارسال کرد. او گفت:
این فوق‌العاده است. تمامی افراد هنداونه دارند و هندوانه آن‌ها را بلند می‌کند و این به آن‌ها صدای وزوز می‌دهد. وزوزی خوب، وزوزی که جادویی و عامل رقص است. وزوزی که باعث می‌شود احساس کنی یک مرغ سرخ شده هستی. لوپز از همه می‌خواهد با آن اوقاتی خوش داشته باشند. این گروه ارتعاشی دارد که وقتی روی صحنه می‌روی می‌توانی ازش استفاده کنی. جستون همچنین اضافه کرد: ما ویدئو کلوب‌های زیادی دیدیم اما ما کلوبی می‌خواستیم که برای لوپز بی‌همتا و منحصر به فرد باشد.
 نماهنگ «روی صحنه» در صفحه شخصی جنیفر لوپز در وبگاه ویوو بارگذاری شد و دو هفته پس از آن، ۳ میلیون بار دیده شد. سپس در ژانویه ۲۰۱۱ در یوتیوب نیز بارگذاری شد و ۷۶۰ میلیون بار نمایش داده شد.

### داستان

جنیفر لوپز در حالی که به سبک لیدی گاگا لباس پوشیده و آرایشی سنگین بر چهره دارد.

جنیفر لوپز در ابتدای این ویدئو از یک ب‌ام‌و در کنار کلوب پیاده می‌شود. سپس دو گوشواره بنفش رنگ تولید شرکت سواروفسکی را به خود می‌آویزد. خیابانی که کلوب در آن قرار دارد بسیار شبیه خیابان‌های لاس وگاس است. فرانک جستون آن کلوب را «بهترین کلوب شهر برای پارتی» خواند. در این نماهنگ جنیفر لوپز در صحنه‌های مختلف، لباس‌های متعددی پوشیده‌است. در ابتدای ویدئو، لوپز با ژاکتی کلاه‌دار دیده می‌شود. در صحنه‌ای دیگر، لوپز در حالتی که لباسی بلند طلایی رنگ به سبک لباس‌های لیدی گاگا پوشیده و آرایش سنگینی دارد، به حالت لم داده روی تختی راحتی مشاهده می‌شود. پیت‌بول نیز در نماهنگ حضور دارد و بخش‌هایی که در ترانه خوانده‌است را اجرا می‌کند. پیت‌بول در نماهنگ در جایی بلندتر دیده می‌شود که با تعدادی زن در حال رقصیدن است. در تصویرهایی نیز لوپز با لباسی از جنس کریستال نقره‌ای رنگ دیده می‌شود که کاملاً به بدنش چسبان است. طبق گزارش لس‌آنجلس تایمز، در بخشی از ویدئو جنیفر لوپز لباس شنای زنانه دوتکه‌ای پوشیده‌است و در حال رقصیدن و راه رفتن با گروهی از رقصنده‌ها است. شبکه‌های ای‌اوال و ام‌تی‌وی علاوه بر پخش این نماهنگ، دربارهٔ آن گفته‌اند: لوپز در این نماهنگ بسیار خوب می‌رقصد و مانند «دختری با حالت پرواز» است.

### بازتاب‌ها
نماهنگ «روی صحنه» نقدهای مثبتی دریافت کرد. تانر سترنسکای از شرکت سرگرمی هفته دربارهٔ نماهنگ گفت: ساخت این نماهنگ به این شکل، احتمالاً هزینه‌بر بوده‌است. این یکی از رکن‌های اصلی موسیقی پاپ در جهان است و آخرین ترانهٔ لوپز که همه آن را به خاطر می‌سپارند و دوست‌اش دارند. همچنین او این ویدئو را «دارای کشش جنسی و گرم و مطلوب» خواند. کایل آندرسون از بخش اخبار شبکه ام‌تی‌وی این اجرای این ترانه را «مجلل و عالی» توصیف کرده و ارتباط مدل موی لوپز را با فضا و رنگ کلوب متناسب دانسته‌است. آندرسون در انتهای صحبتش بیان داشت که اجرای ترانه «روی صحنه» در فصل ۱۰ امریکن آیدل بازتاب زیادی داشته و آن را تحت‌الشعاع خود قرار داده‌است.
بنیجی ایزون از ای‌اوال این نماهنگ را «نوعی از بازگشت لوپز» و اجرای آن در فصل ۱۰ امریکن آیدل را یک بازاریابی برای نماهنگ می‌داند. کیم داسون، ویراستار روزنامه بریتانیایی دیلی ستار، نیز به ستایش نماهنگ پرداخت و گفت: قضاوت کردن دربارهٔ این نماهنگ، از کارهای مورد علاقه امریکن آیدل است. کشش جنسی نماهنگ «روی صحنه» مانند نماهنگ ترانه حالم خوب میشه است که لوپز در سال ۲۰۰۲ در آلبوم جی. لو منتشر کرد. گزارشگر روزنامه دیلی اکسپرس بعد از مصاحبه با لوپز گفت: این دومین نماهنگ لوپز بعد از نماهنگ ترانه «حالم خوب میشه» است که دارای مضمونی جنسی است. متییو پرپاتو از رولینگ استون دربارهٔ این اثر جنیفر لوپز گفت: به‌طور کلی، این یک اثر کلاسیک از لوپز است که در سال ۲۰۱۱ منتشر کرد… سبک این نماهنگ بسیار نزدیک به سبک نماهنگ‌های ریانا و لیدی گاگا است.

## اجراهای زنده

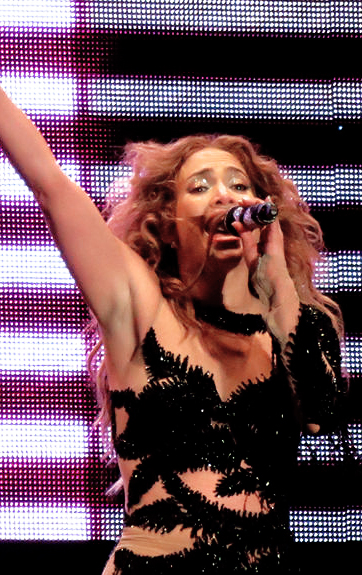
لوپز در حال اجرای ترانه در تور جهانی رقص دوباره

در ۲۵ مه ۲۰۱۱، جنیفر لوپز و پیت‌بول در اجرایی در برنامه امریکن آیدل، این ترانه را برای اولین بار اجرا کردند. این اجرا شامل رقص دونفره لوپز و پیت‌بول نیز بود. در آن اجرا پیت‌بول و جنیفر لوپز هر کدام به گونه‌ای متفاوت می‌رقصیدند. به گزارش روزنامه گزارشگر هالیوود، لوپز این ترانه را در حالیکه قسمتی از صحنهٔ اجرا پر از خرده شیشه شکسته بود اجرا کرد. این اجرا مورد تحسین کرین گنز، از یاهو! موزیک قرار گرفت. گنز پس از آن دربارهٔ ترانه گفت: لوپز در این اجرا بسیار پر انرژی و شاداب می‌رقصد و می‌خواند. این اجرا توسط هنرمندی [=رد. وان] میکس شده که آن را در حد ملایم- ترس‌آور ساخته‌است و مدت اجرا [=به فوت] با ترانه متناسب است و رقص آرایی ترانه با تن صدای گرم لوپز درآمیخته شده‌است. ویراستار مجله رپ- آپ، ضمن تمجید مقاله، گفت: لوپز با اجرای این ترانه در امریکن آیدل، نشان داد که یک مدافع باید چگونه عمل کند.
دومین اجرای ترانه در فستیوال ونگو تنگو-لس آنجلس در تاریخ ۱۴ مه ۲۰۱۱ بود. لوپز برای آن اجرا پیراهنی براق و آفتابی پوشیده بود، اما کار طبق برنامه پیش نرفت و در اواسط اجرا میکروفون قطع شد. او پس از ۲۰ ثانیه خواندن ترانه را ادامه داد، قبل از اینکه متن شعر را فراموش کند. طبق گزارش روزنامه زنان اول لوپز پس از آن برای رقص اقدام کرد و می‌خواست برای جمعیت برای مدتی طولانی بخواند. در پایان اجرا، لوپز به جمعیت به‌طور صریح توضیح داد و گفت: ما اجازه نمی‌دهیم که چیزی ما را ناراحت کند و از خوشحالی پیاده کند، درسته؟ هیچ چیز نمی‌تواند ما مادران را ناراحت کند. سپس پس از آن، پیت‌بول او را از عیب فنی مطلع کرد، لوپز از جمعیت دربارهٔ اجرای دوباره ترانه سؤال کرد و با موافقت جمعیت، لوپز و پیت‌بول دوباره این ترانه را اجرا کردند.
جنیفر لوپز در ۱۱ اوت ۲۰۱۱ به بریتانیا رفت تا اولین اجرای «روی صحنه» را در بریتانیا برگزار کند. روز بعد، لوپز دومین اجرای این ترانه را در دومین قسمت برنامه تلویزیونی خب تو فکر می‌کنی که می‌توانی برقصی اجرا کرد. در این اجرا، لوپز لباسی چسبان پوشیده بود و هم‌زمان با شروع به خواندن ترانه، رقصیدن را نیز شروع کرد. همچنین در ۱۴ اوت ۲۰۱۱ لوپز «روی صحنه» را در فرانسه و در ۱۸ اوت ۲۰۱۱، ترانه را در آلمان اجرا کرد. «روی صحنه» همچنین در لیست ترانه‌هایی که لوپز در تور جهانی رقص دوباره اجرا کرد نیز بود.

## نسخه‌ها
| - نسخه دانلود دیجیتال 1. «روی صحنه» (با مشارکت پیت‌بول) – ۳:۵۱ - «آتش‌بازی» (نسخهٔ اسپانیایی) 1. با نام «ون ا بیلر» (تلفظ اسپانیایی «روی صحنه») – ۴:۵۲ - نسخه تک‌آهنگ دیجیتال 1. «روی صحنه» (نسخه رادیویی) - ۳:۵۱ 2. «روی صحنه» (نسخه میکس شده CCW کلوب) - ۶:۲۲ 3. «روی صحنه» (نسخه کلوب رافیل) - ۸:۴۳ 4. «روی صحنه» (نسخه نماهنگ) - ۴:۲۷ - نسخه تک‌آهنگ سی‌دی 1. «روی صحنه» - ۳:۵۱ 2. «روی صحنه» (نسخه ریمیکس توسط کلوب یک‌شنبه) - ۶:۲۲ | - نسخه‌های ریمیکس دیجیتال 1. «روی صحنه» (نسخه ریمیکس رادیویی) - ۳:۴۴ 2. «روی صحنه» (ویرایش نسخه ریمیکس توسط کلوب یک‌شنبه) - ۳:۵۱ 3. «روی صحنه» (ویرایش نسخه ریمیکس توسط کلوب رافیل) - ۳:۴۷ 4. «روی صحنه» (ویرایش نسخه ریمیکس شده توسط میکسین مارک و تونی سوجدا در رادیو ایبزا) - ۳:۱۶ 5. «روی صحنه» (نسخه میکس شده CCW کلوب) - ۶:۲۲ 6. «روی صحنه» (نسخه ریمیکس توسط کلوب یک‌شنبه) - ۶:۲۲ 7. «روی صحنه» (نسخه کلوب رافیل) - ۸:۴۳ 8. «روی صحنه» (نسخه ریمیکس شده توسط میکسین مارک و تونی سوجدا در رادیو ایبزا) - ۶:۴۰ 9. «روی صحنه» (دابل میکس CCW کلوب) - ۶:۰۷ 10. «روی صحنه» (دابل میکس کلوب یک‌شنبه) - ۶:۳۷ 11. «روی صحنه» (دابل میکس کلوب رافیل) - ۸:۴۳ 12. «روی صحنه» (دابل میکس کلوب میکسین مارک و تونی سوجدا در رادیو ایبزا) - ۵:۳۶ |

## ضبط و عوامل
ضبط
- ضبط در استودیو کاو، نیویورک - استودیو هانسون، لس آنجلس

عوامل
| - جنیفر لوپز - خواننده - آلساندره گیولین - آکوردئون - جاش گادوین - ضبط صدا - بیلال حاجی - ترانه‌سرا - کوک هارل - آماده‌سازی صدا، ویراستار صدا، ساخت و ضبط صدا - گونزالو هرموسا - ترانه‌سرا - یولیس هرموسا - ترانه‌سرا - آچرف جانسی (آل جونییر) - ترانه‌سرا | - تروور ماززی - میکس صدا، مهندسی صدا - رد. وان (نادر خیاط) - تهیه‌کننده، ترانه‌سرا، آماده‌سازی صدا، ویراستار صدا، ساخت صدا، مهندسی ضبط صدا - کریس تاک "ا٫"ریان - ویراستار صدا، مهندسی ضبط صدا - پیت‌بول - خواندن بخش رپ، ترانه‌سرا - جرالدو "تدی سکای" سندل - ترانه‌سرا - کلوب Low Sunday - ریمیکس |

## جدول‌ها و گواهی‌ها
| جدول (۲۰۱۱)                            | بهترین موقعیت |
| -------------------------------------- | ------------- |
| استرالیا (انجمن صنعت ضبط استرالیا)     | ۱             |
| اتریش (او۳ تاپ ۴۰ اتریش)               | ۱             |
| بلژیک (فلاندرز)                        | ۱             |
| بلژیک (والونیا)                        | ۱             |
| ۱۰۰ ترانهٔ داغ برزیل                    | ۹             |
| ۱۰۰ ترانهٔ برتر پاپ برزیل               | ۱             |
| کانادا (۱۰۰ آهنگ داغ کانادا)           | ۱             |
| کرواسی                                 | ۱             |
| جمهوری چک                              | ۱             |
| دانمارک                                | ۳             |
| فرانسه                                 | ۱             |
| فنلاند                                 | ۱             |
| آلمان (چارت کنترل رسانه)               | ۱             |
| یونان                                  | ۱             |
| مجارستان                               | ۴             |
| مجارستان (۴۰ ترانه برتر)               | ۸             |
| ایرلند                                 | ۱             |
| اسراییل                                | ۱             |
| ایتالیا (فدراسیون صنعت موسیقی ایتالیا) | ۱             |
| ژاپن                                   | ۱۰            |
| لتونی                                  | ۱             |
| لبنان                                  | ۱۹            |
| ترانه‌های دیجیتال لوکزامبورگ            | ۱             |
| جدول ترانه‌های رادیوی مکزیک             | ۲             |
| ترانه‌های برتر مکزیک                    | ۱             |
| هلند                                   | ۷             |
| نیوزلند (انجمن صنعت ضبط نیوزیلند)      | ۲             |
| نروژ                                   | ۱             |
| لهستان (ترانه‌های رادیویی)              | ۲             |
| ۵۰ ترانهٔ رقص کلاب لهستان               | ۱             |
| پرتغال                                 | ۱             |
| رمانی                                  | ۱             |
| روسیه                                  | ۱             |
| اسکاتلند                               | ۱             |
| اسلواکی                                | ۱             |
| اسپانیا                                | ۱             |
| سوید                                   | ۱             |
| سوییس (چارت موسیقی سوئیس)              | ۱             |
| جدول تک‌آهنگ‌های بریتانیا                | ۱             |
| ترانه‌های آراندبی آمریکا                | ۱             |
| ۱۰۰ آهنگ داغ بیلبورد                   | ۳             |
| ترانه‌های داغ رقص‌کلاب آمریکا            | ۱             |
| ۴۰ ترانه برتر بیلبورد                  | ۵             |
| ترانه‌های داغ لاتین                     | ۲             |
| ترانه برتر پاپ آمریکا                  | ۱             |
| ترانه‌های ریتمیک آمریکا                 | ۱۰            |

| جدول (۲۰۱۱)                     | موقعیت |
| ------------------------------- | ------ |
| اتریش                           | ۱      |
| استرالیا                        | ۱۰     |
| جدول تک‌آهنگ‌های بلژیک (فلاندرز)  | ۸      |
| جدول تک‌آهنگ‌های بلژیک (والونیا)  | ۹      |
| کانادا                          | ۳      |
| کرواسی                          | ۲      |
| دانمارک                         | ۱۲     |
| فنلاند                          | ۱      |
| فرانسه                          | ۶      |
| آلمان                           | ۱      |
| مجارستان                        | ۷۸     |
| ایرلند                          | ۶      |
| اسراییل                         | ۳      |
| ایتالیا                         | ۴      |
| ژاپن                            | ۴۵     |
| لیتوانی                         | ۷      |
| هلند                            | ۱۶     |
| نیوزلند                         | ۹      |
| رمانی                           | ۹      |
| روسیه                           | ۱۶     |
| لهستان                          | ۳۱     |
| پرو موزیک اسپانیا               | ۱      |
| ۲۰ ترانهٔ برتر رادیویی اسپانیا   | ۱      |
| ۲۰ ترانهٔ برتر تلویزیونی اسپانیا | ۲      |
| سوید                            | ۲      |
| سوییس                           | ۱      |
| ترانهٔ آراندبی بریتانیا          | ۱      |
| جدول تک‌آهنگ‌های بریتانیا         | ۱۰     |
| ۱۰۰ آهنگ داغ بیلبورد            | ۱۱     |
| ترانه‌های پاپ آمریکا             | ۳۱     |
| ترانه‌های دیجیتال آمریکا         | ۱۰     |
| ترانه‌های رادیویی آمریکا         | ۲۲     |
| ترانه‌های داغ رقص‌کلاب آمریکا     | ۱۵     |
| ترانه‌های داغ لاتین              | ۱۰     |
| ترانه‌های پاپ لاتین              | ۴      |

| کشور     | موقعیت |
| -------- | ------ |
| استرالیا | ۱۴۴    |
| اتریش    | ۶۹     |
| فنلاند   | ۳۴     |
| سوید     | ۸۰     |
| سوییس    | ۶۴     |

## گواهی‌ها تاریخ انتشار
| کشور                | گواهی‌نامه | میزان فروش |
| ------------------- | --------- | ---------- |
| استرالیا            | ×۴ پلاتین | ۲۸۰٬۰۰۰    |
| بلژیک               | پلاتین    | ۳۰٬۰۰۰     |
| کانادا              | ×۵ پلاتین | ۴۰۰٬۰۰۰    |
| دانمارک             | پلاتین    | ۳۰٬۰۰۰     |
| فنلاند              | پلاتین    | ۱۲٬۲۱۳     |
| آلمان               | ×۲ پلاتین | ۶۰۰٬۰۰۰    |
| ایتالیا             | ×۳ پلاتین | ۹۰٬۰۰۰     |
| نیوزلند             | ×۲ پلاتین | ۳۰٬۰۰۰     |
| روسیه               | طلا       | ۱۰۰٬۰۰۰    |
| اسپانیا             | × پلاتین  | ۱۲۰٬۰۰۰    |
| سوید                | × پلاتین  | ۸۰٬۰۰۰     |
| سوییس               | ×۴ پلاتین | ۱۲۰٬۰۰۰    |
| بریتانیا            | پلاتین    | ۸۷۰٬۰۰۰    |
| ایالات متحده آمریکا | ×۳ پلاتین | ۳٬۸۰۰٬۰۰۰  |

| کشور                | تاریخ         | فرمت                             | برچسب                 |
| ------------------- | ------------- | -------------------------------- | --------------------- |
| ایالات متحده آمریکا | ۸ فوریه ۲۰۱۱  | فرمت رادیویی فرمت رادیویی ریتمیک | آیلند رکوردز          |
| ایالات متحده آمریکا | ۱۱ فوریه۲۰۱۱  | نسخه آلبوم چندآهنگه              | آیلند رکوردز          |
| استرالیا            | ۱۸ فوریه ۲۰۱۱ | دانلود                           | یونیورسال میوزیک گروپ |
| ایرلند              | ۱۸ فوریه ۲۰۱۱ | دانلود                           | یونیورسال میوزیک گروپ |
| نروژ                | ۲۱ فوریه ۲۰۱۱ | دانلود                           | یونیورسال میوزیک گروپ |
| اسپانیا             | ۲۱ فوریه ۲۰۱۱ | دانلود، نسخه ریمیکس              | یونیورسال میوزیک گروپ |
| سوییس               | ۲۱ فوریه ۲۰۱۱ | دانلود دیجیتال                   | یونیورسال میوزیک گروپ |
| اتریش               | ۲۲ فوریه ۲۰۱۱ | دانلود دیجیتال                   | یونیورسال میوزیک گروپ |
| بلژیک               | ۲۲ فوریه ۲۰۱۱ |                                  | یونیورسال میوزیک گروپ |
| کانادا              | ۲۲ فوریه ۲۰۱۱ | دانلود دیجیتال                   | یونیورسال میوزیک گروپ |
| فنلاند              | ۲۲ فوریه ۲۰۱۱ | دانلود دیجیتال                   | یونیورسال میوزیک گروپ |
| فرانسه              | ۲۲ فوریه ۲۰۱۱ | دانلود دیجیتال                   | یونیورسال میوزیک گروپ |
| آلمان               | ۲۲ فوریه ۲۰۱۱ | دانلود دیجیتال                   | یونیورسال میوزیک گروپ |
| ایتالیا             | ۲۲ فوریه ۲۰۱۱ | دانلود دیجیتال                   | یونیورسال میوزیک گروپ |
| سوید                | ۲۲ فوریه ۲۰۱۱ | دانلود دیجیتال، نسخه ریمیکس      | یونیورسال میوزیک گروپ |
| ایالات متحده        | ۲۲ فوریه ۲۰۱۱ | دانلود دیجیتال                   | آیلند رکوردز          |
| سوییس               | ۲۴ فوریه ۲۰۱۱ | نسخه ریمیکس                      | موزیک جهانی           |
| ایرلند              | ۲۵ فوریه ۲۰۱۱ | تک‌آهنگ دیجیتال                   | موزیک جهانی           |
| هلند                | ۲۵ فوریه ۲۰۱۱ | نسخه دانلود دیجیتال، نسخه ریمیکس | موزیک جهانی           |
| آلمان               | ۱۱ مارس ۲۰۱۱  | سی‌دی                             | موزیک جهانی           |
| بریتانیا            | ۲۷ مارس ۲۰۱۱  | دانلود دیجیتال، تک‌آهنگ دیجیتال   | عطارد رکوردز          |

## واژه‌نامه
1. ↑  club kids
2. ↑  watermelon
3. ↑  buzz
4. ↑  silver crystal
5. ↑  lace skin-tight catsuit
6. ↑  The Hollywood Reporter
7. ↑  flying shards of glass
8. ↑  Wango Tango
9. ↑  Female First
10. ↑  "We ain't gonna let that get us down, right? Nobody keeps mama down."
11. ↑  So You Think You Can Dance
12. ↑  Dance Again World Tour

## ترجمه بخشی از ترانه
- I'm loose and everybody knows I get off the chain
- Baby it's the truth
- I'm like Inception, I play with your brain
- So don't sleep or snooze

- از قید و بند رها هستم و همه می‌دانند من زنجیر را پاره می‌کنم
- حقیقت اینه عزیزم
- گویی دوباره به دنیا آمده‌ام
- پس نخواب و چرت نزن